# Brent Petway
Brenton "Brent" LaJames Petway (Warner Robins, 12 de Maio de 1985) é um basquetebolista profissional estadunidense, atualmente joga no Aris Salónica na Liga Grega e na Liga dos Campeões.